# ICE-TD列車
德国铁路605型，通稱ICE-TD，是一款已退役的高速柴聯車，過去使用於德国铁路和丹麦国家铁路。ICE-TD與ICE-T一樣屬於傾斜技術，它的設計同樣是以行走已鋪設了的路線，在地理上多彎、上落斜度大的山林區，以及未電氣化的路段為主。但是由於在環保和列車結構方面仍存在不少缺陷，曾有段時間不使用ICE-TD列車作正常營運（客運），只作為貨運使用於東部肯尼茲地區。由2006年復活節開始，ICE-TD開始重新被使用，屬於特殊及加班列車，在2006年世界盃足球賽期間完成了出色的運輸任務。

## 开发

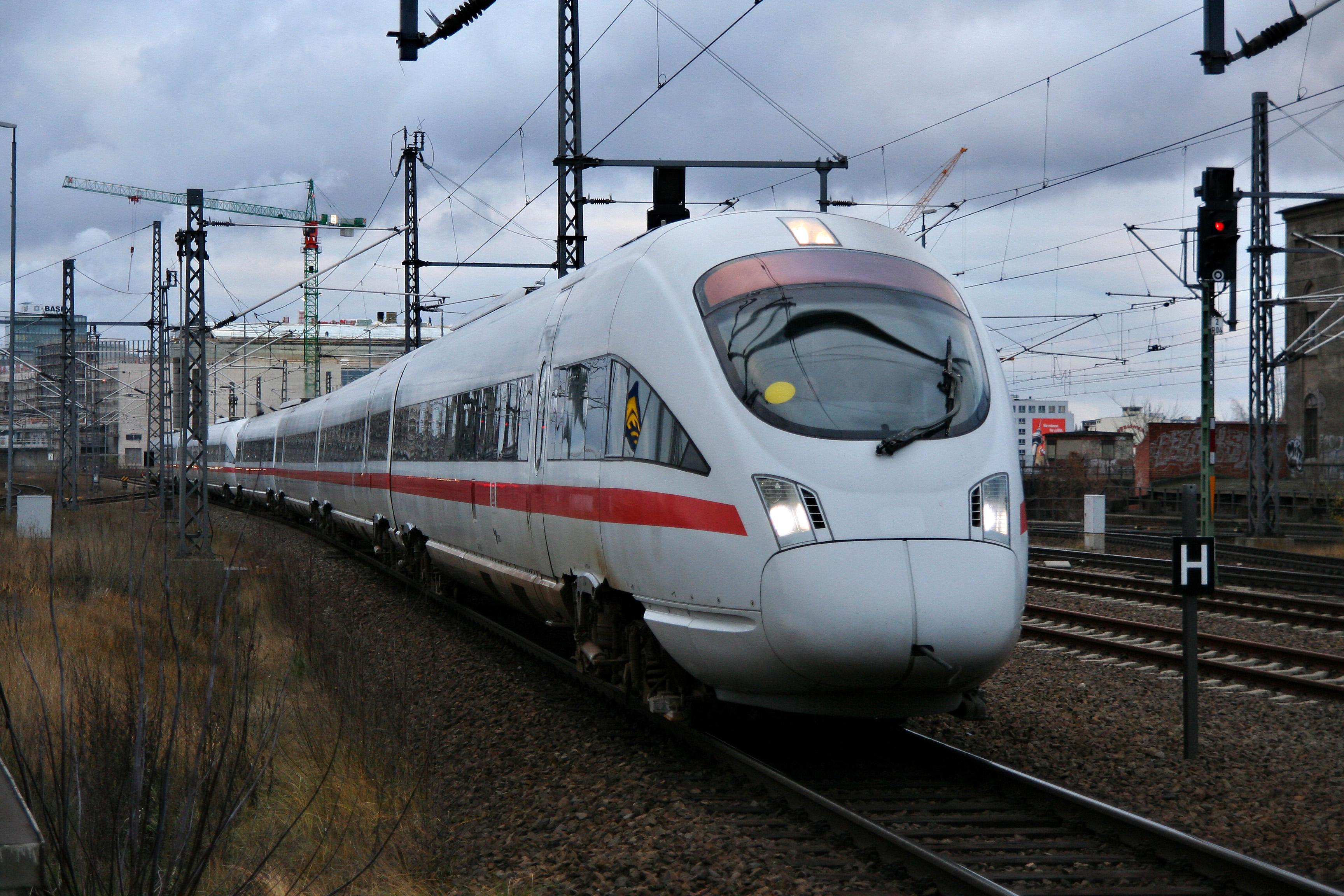
ICE-TD在柏林东站附近

1991年成功创立了城际特快列车（ICE）系统和着手开发ICE-2列车后，德国铁路于1994年开始规划对行走传统线路的长途服务升级。通过使用擺式電聯車替代机车牵引的城际列车（IC）和区际列车（IR），获得更高的速度，使舒适度提升至接近ICE的水平。德国铁路以“IC-T”作为项目名称，其中的“T”代表Triebzug（動力分散式）。这一研发计划的产物便是ICE-T列车。
后来，德铁同样发现在非电气化区间亦有对相似新型列车的需求，并启动了“ICT-VT”项目（“VT”代表Verbrennungstriebwagen，即“柴聯車”）。

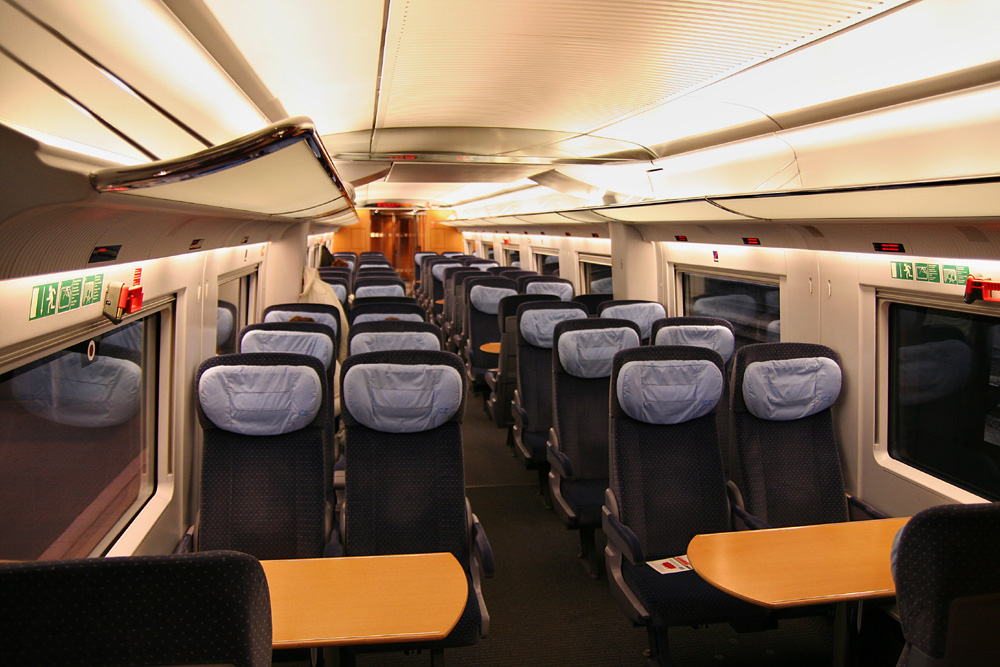
ICE-TD的二等座

德铁同时推进ICE-3、IC-T和ICT-VT三个项目。上述车型共用同一设计理念，最为显著的是在列车前端设有可展望前方轨道的豪华坐席，与列车驾驶室仅有一道玻璃墙分隔。且这些车型在组件和布局设计方面拥有不少共通之处，尤其是动力分散式设计——相对于ICE-1和ICE-2的设计，新列车未设专门机车，而是用分散的车底动力装置取代，以降低轴重（对摆式列车相当重要）和提升牵引效率。
ICT-VT选用了4节编组方案，未编入餐车；此外德铁以与IC-T外观和最大化技术通用性为目标，甚至可将电动和柴油动力列车重联运行。

## 生产
1996年德国铁路向以西门子公司为首的财团提交了20列柴聯車的订单。

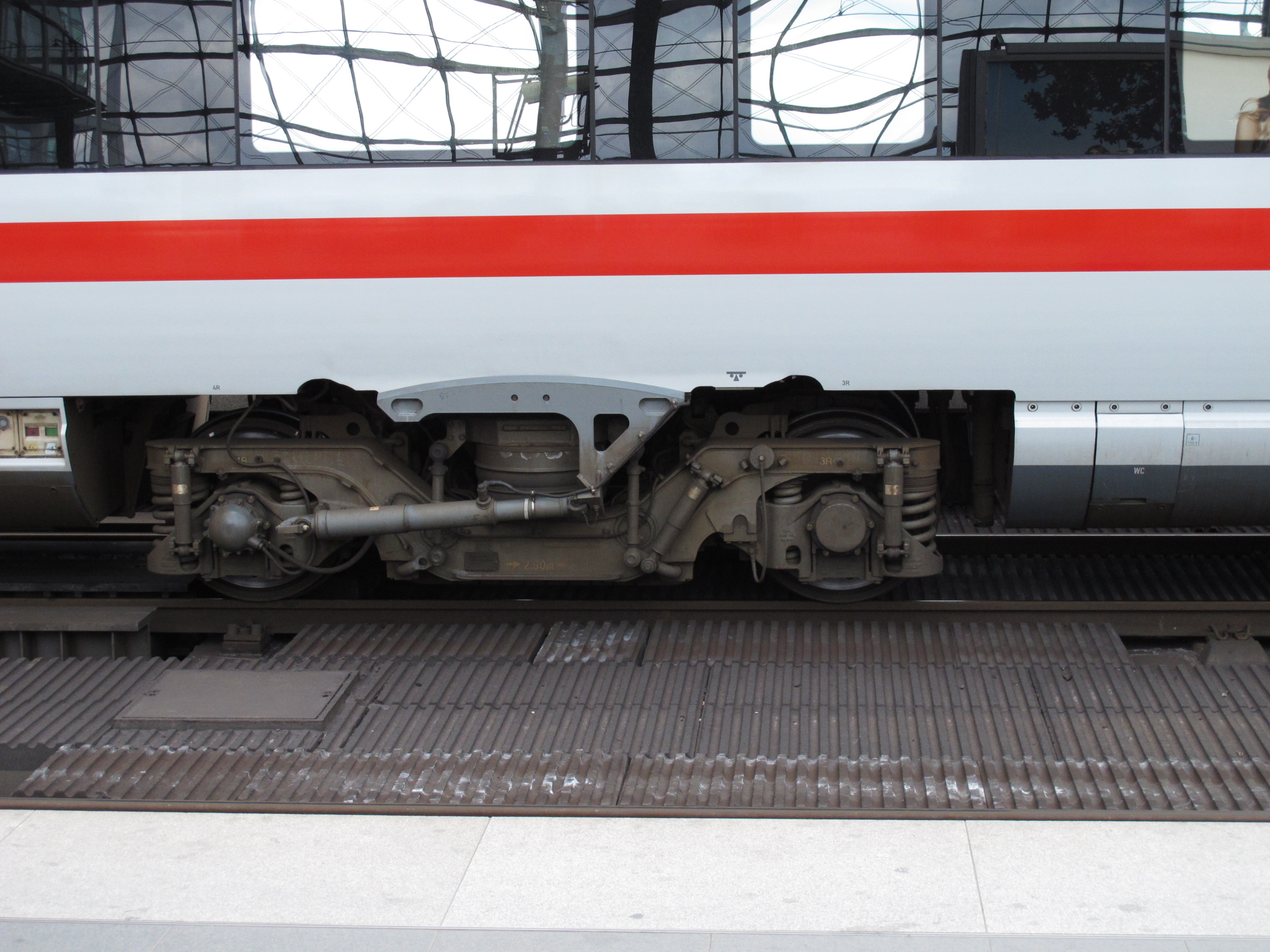
外部可见的西门子系统的显著特征之一，便是外部车体支柱（在转向架中心上方）的新月形顶部。

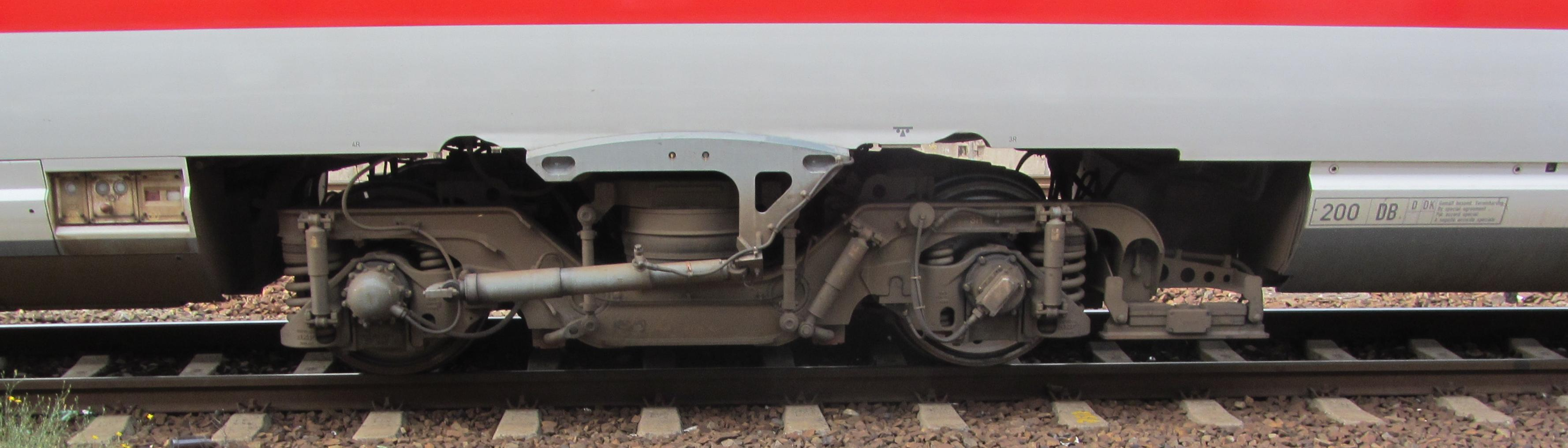

在ICE-T生产中，DWA（德国铁路车辆，庞巴迪子公司）制造两端车厢，西门子负责制造中间车厢。ICE-TD以西门子研发的电气-机械摆动机构代替了ICE-T上的菲亚特（阿尔斯通）的潘多利诺（Pendolino）液压系统。转向架与车体间的次级悬挂亦从金属弹簧改为空气悬挂，以提供更高的舒适度。
摆动机构也在转向架的两轴为电动机留下了空间，故柴电列车的每节车厢都有一动力转向架和一无动力转向架（2'Bo' 配置）。此车型电动机所使用的电力来自于4台柴油机（单台功率560kW，每节车厢各一），这些柴油机是基于卡车发动机而来。列车从中分为两组独立的动力单元（两节车厢一组），为日后在中间加入拖车作为第5节车厢提供了理论可能。
第一列ICE-TD于1998年组装，次年4月开始路上测试；并在2000年1月13日的一次测试运行中达到了222km/h的速度。
在1999年第一列IC-T投入运营之前，电动和柴油列车分别更名为ICE-T和ICE-TD；“T”被改为代表“摆式列车”（tilt(ing)），“TD”则是“摆式-柴油”（tilt(ing)-diesel）。

## 服务历史

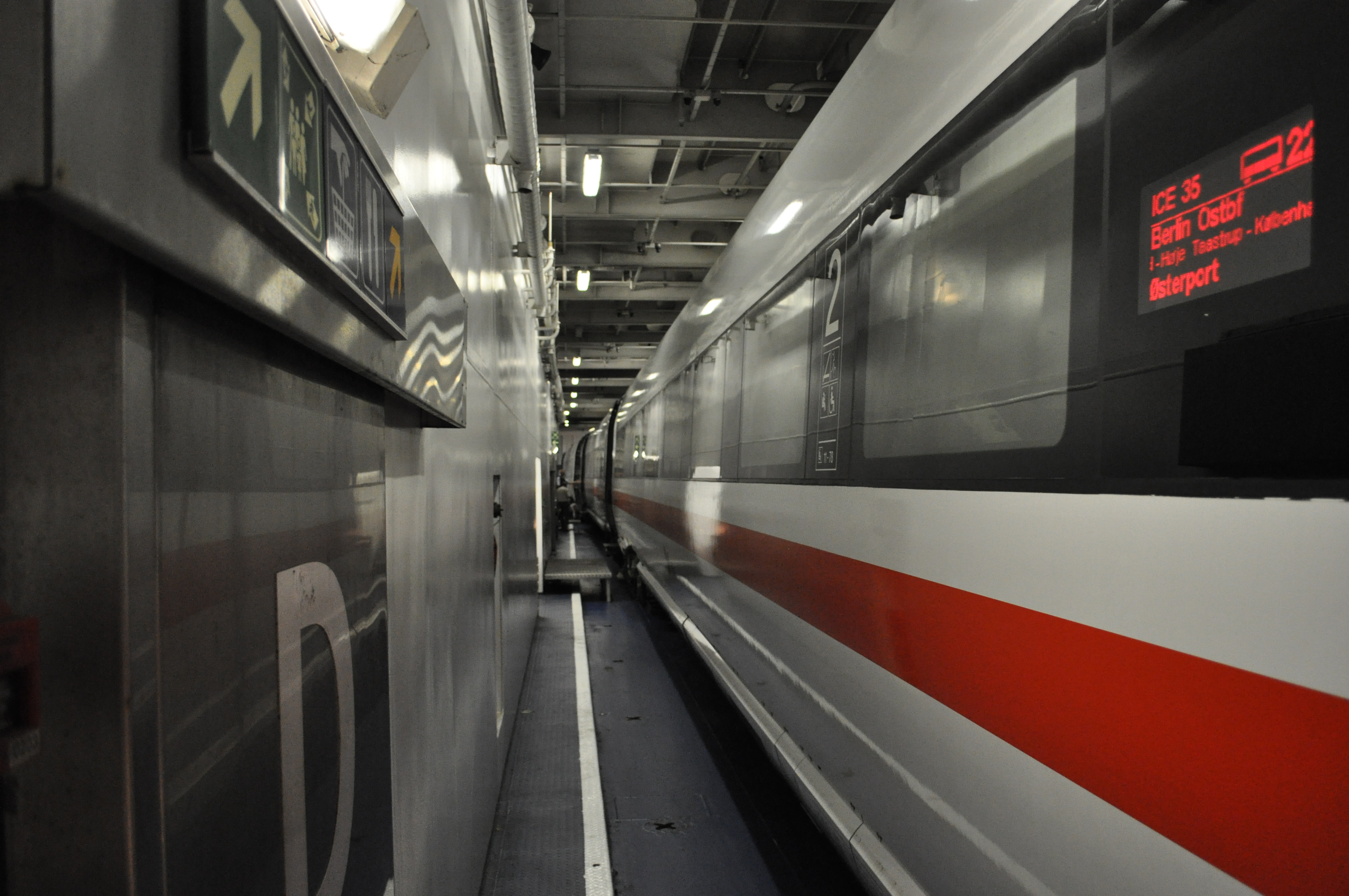
ICE-TD在从德国普特加登前往丹麦勒兹比的渡轮上

2001年，全部20列ICE-TD交付予德铁，并被编为605型。在试运行后，当年6月10日，列车在德累斯顿与慕尼黑间的ICE 17线投入服务。稍后列车也运用于慕尼黑和苏黎世之间。
605型的服役历史相当不幸。自始ICE-TD便被技术问题所困扰。
在2002年12月2日发生了车轴断裂事故后，所有现存的19列编组（另1列在2001年9月从工作平台上坠落，致使其中两节车厢被迫报废拆解）停运。尽管在一年后ICE-TD恢复服务，但德铁认定运营此车型过于昂贵——德铁需要为燃料缴付全额燃油税。
为应对2006年德国世界杯带来的额外交通需求，ICE-TD被重新启用。自当年复活节起，它被用于包租和疏导班次。

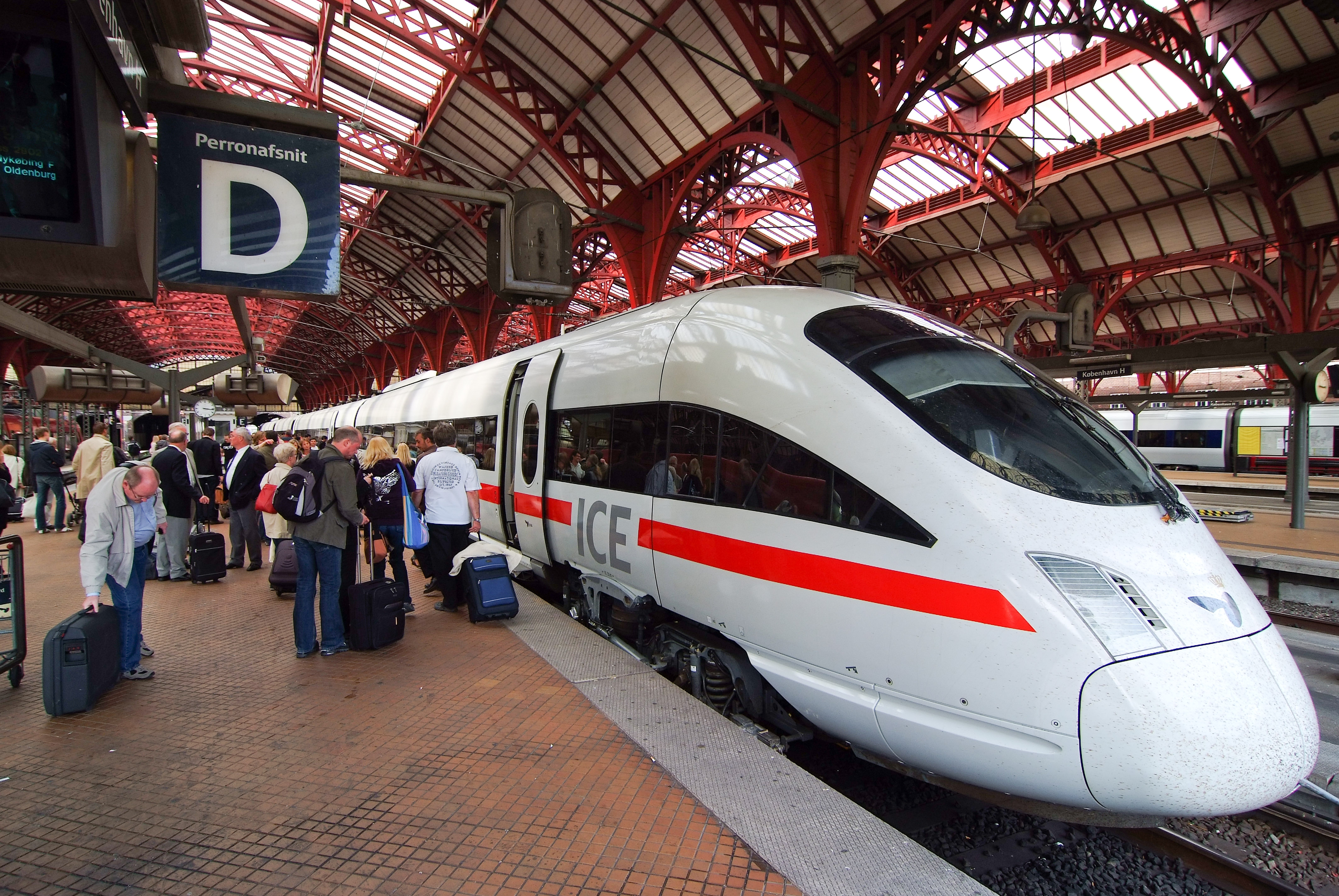
ICE-TD在哥本哈根

自2007年年末，605型（ICE-TD）被用于行走柏林-汉堡-哥本哈根的常规路线，作为丹麦国家铁路的城际3型柴油动车组的替代（本应于更早前被城际4型柴油动车组汰换，但其因技术问题而未被丹麦国家铁路接收）。用于此服务的10列编组605型装备了丹麦的列车自动控制系统。2008年起，兼容丹麦系统的605型也被用于行走柏林-汉堡-奥胡斯的班次（此前城际3型柴油动车组被运用于弗伦斯堡-奥胡斯，以及汉堡-弗伦斯堡）。自2009年年中，再有3列ICE-TD编组被运用于德国-丹麦间的列车服务，令丹麦国家铁路可抽调更多的城际3型柴油动车组用于本地服务。